# Сосновиков, Владимир Васильевич
Владимир Васильевич Сосновиков — советский военный, государственный и политический деятель, генерал-майор (1942).

## Биография
Родился в 1902 году в Шуе. Член КПСС с 1919 года.
С 1919 года — на хозяйственной, общественной и политической работе. В 1919—1956 гг. — на политической работе в РККА, инструктор политотдела специальных частей гарнизона Рязани, ответственный секретарь парткомиссии 49-й стрелковой дивизии, военком 147-го стрелкового полка, заместитель начальника политотдела 49-й стрелковой дивизии, военком Тамбовского пехотного училища, военком 144-й стрелковой дивизии. Во время Великой Отечественной войны 1941 - 1945 годов занимал должности: 
- военком 3-го стрелкового корпуса (январь 1940 - 10 июня 1941),
- член Военного совета 23-й армии (13 июня - 1 ноября 1941),
- комиссар 10-й стрелковой дивизии (2 ноября 1941 - 2 мая 1942),
- член Военного совета 8-й армии (2 мая - 5 декабря 1942),
- член Военного совета 2-й танковой армии (21 декабря 1942 - 10 июля 1943),
- член Военного совета 21-й армии (15 июля - 26 сентября 1943),
- член Военного совета 37-й армии (1 ноября 1943 - 9 мая 1945).

Умер в Москве в 1967 году.